# Distròfia corneal
La distròfia corneal és un grup de trastorns hereditaris rars caracteritzats per la deposició anormal bilateral de substàncies a la còrnia (la part frontal transparent de l'ull).

## Signes i símptomes
La distròfia corneal pot no afectar significativament la visió en les primeres etapes. Tanmateix, requereix una avaluació i un tractament adequats per restaurar una visió òptima. Les distròfies corneals solen manifestar-se durant la primera o segona dècada, però de vegades més tard. Apareix com a línies blanques grisenques, cercles o opacificació de la còrnia. La distròfia corneal també pot tenir un aspecte cristal·lí.

### Classificació
Les distròfies corneals se subdividien habitualment segons la seva ubicació específica dins de la còrnia en anterior, estromal o posterior segons la capa de la còrnia afectada per la distròfia.
El 2015 es va publicar la classificació ICD3, revisada posteriorment, i ha classificat la malaltia en quatre grups de la manera següent:

#### Distròfies epitelials i subepitelials
- Distròfia de la membrana basal epitelial
- Distròfies d'erosió epitelial recurrent (Distròfia corneal de Franceschetti, Distròfia Smolandiensis i Distròfia Helsinglandica)
- Distròfia corneal mucinosa subepitelial
- Distròfia corneal de Meesmann
- Distròfia corneal epitelial de Lisch
- Distròfia corneal en forma de gota gelatinosa

#### Distròfies epitelials-estromals (gen TGFBI)
- Distròfia corneal de Reis-Bückler
- Distròfia corneal de Thiel-Behnke
- Distròfia corneal reticular, variants de tipus 1 (III, IIIA, I/IIIA, IV) de la distròfia corneal reticular
- Distròfia corneal granular, tipus 1
- Distròfia corneal granular, tipus 2

#### Distròfies estromals
- Distròfia corneal macular
- Distròfia corneal cristal·lina de Schnyder
- Distròfia corneal estromal congènita
- Distròfia corneal de Fleck
- Distròfia corneal amorfa posterior
- Distròfia tèrbola central de François
- Distròfia corneal pre-Descemet

#### Distròfies endotelials
- Distròfia de Fuchs
- Distròfia corneal polimorfa posterior
- Distròfia endotelial hereditària congènita
- Distròfia corneal endotelial lligada al cromosoma X

## Tractament
Les primeres etapes poden ser asimptomàtiques i poden no requerir cap intervenció. El tractament inicial pot incloure col·liris hipertònics i pomada per reduir l'edema corneal i pot oferir una millora simptomàtica abans de la intervenció quirúrgica.
La visió subòptima causada per la distròfia corneal es pot millorar amb lents de contacte esclerals, però finalment normalment requereix intervenció quirúrgica en forma de trasplantament corneal. La queratoplàstia penetrant, un tipus comú de trasplantament de corneal, es realitza habitualment per a la distròfia corneal extensa.

## Galeria

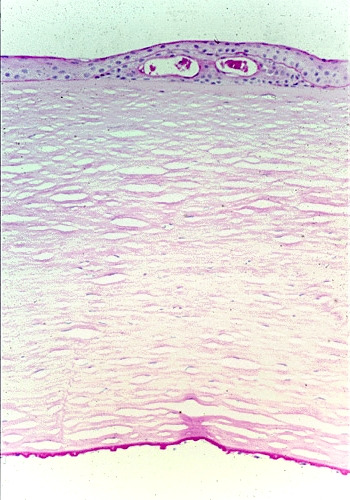
Distròfia de Fuchs
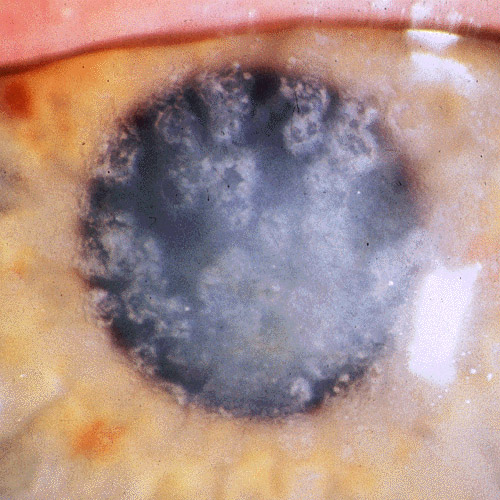
Distròfia granular, tipus 1
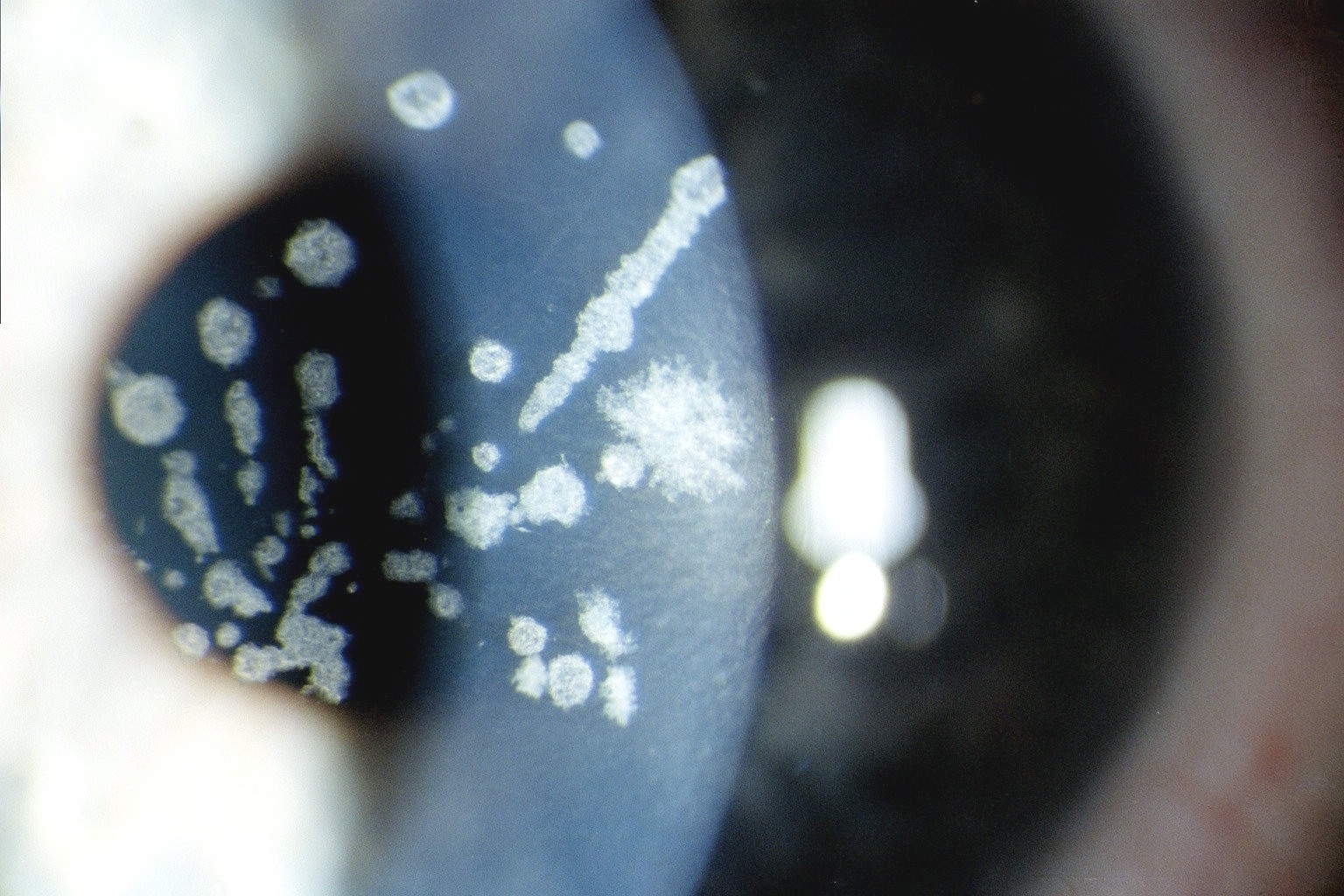
Distròfia granular, tipus 2
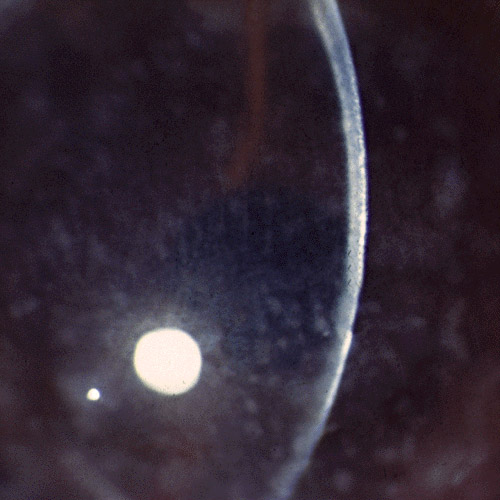
Distròfia macular
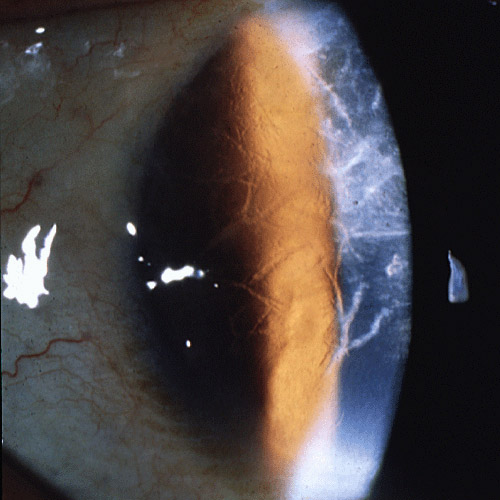
Distròfia reticular
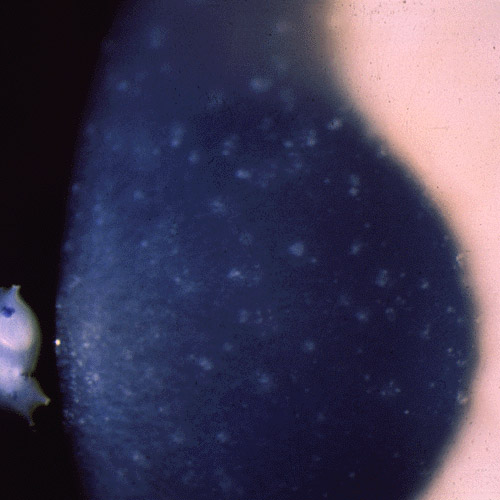
Distròfia de Meesmann